# Рыбченков, Борис Фёдорович
Борис Фёдорович Рыбченков (25 июля [6 августа] 1899, Смоленск — 10 февраля 1994, Москва) — советский и российский художник, график, иллюстратор и педагог. Народный художник РСФСР (1991).

## Биография
Родился 6 августа 1899 года в Смоленске в семье пряничного пекаря.
С 1915 по 1918 годы учился в Киевском художественном училище под руководством А. А. Крюгер-Праховой, Н. И. Струнникова и М. Я. Козыка.
Во время Гражданской войны трудился художником в Реввоенсовете Западного фронта и в «Окнах сатиры и РОСТА», оформлял агитпоезда.
В 1918 году совместно с группой других художников участвовал в оформлении Смоленска к первой годовщине революции. В 1919 году вёл преподавательскую деятельность в студии Пролеткульта в Смоленске и учил детей рисунку в школах. С того же года участвовал в художественных выставках.
С 1920 по 1921 годы учился во ВХУТЕИНе под руководством Н. И. Альтмана и А. Т. Матвеева. В 1921 году переехал в Москву, до 1925 года учился в московском ВХУТЕМАСе у Л. С. Поповой, А. Д. Древина и А. В. Шевченко.
С 1925 по 1928 годы член и экспонент художественного объединения АХРР.
В 1927 вместе с Ч. К. Стефанским создал литературно-художественный рукописный альманах «Бедлам».
В 1929—1930 годах член объединения «РОСТ».
В 1929—1931 член «Группы 13», участвовал во всех выставках этого объединения.
В 1960 году выступил организатором Детской изостудии № 1 в Ленинградском районе города Москвы.
В 1981 году практически ослеп, но в 1984 вернулся к творчеству.
Борис Фёдорович Рыбченков умер 10 февраля 1994 года в Москве. Похоронен на Долгопрудненском кладбище.

## Творческая деятельность
Основные работы — в жанре пейзажа. Ездил по Уралу, Северу, Украине, Крыму, рекам Волга и Кама. Исполнял иллюстрации для книг.
В 1934 году провёл свою первую персональную выставку в московском клубе «Авиахим».
В 1961 году провёл персональную выставку в Художественной галерее Смоленского государственного музея-заповедника.
В 2003 году галерея «Ковчег» провела художественную выставку творческих работ Бориса Фёдоровича Рыбченкова и Чеслава Казимировича Стефанского под названием «Чувство времени».
Работы хранятся в Государственной Третьяковской галерее, ГМИИ имени А. С. Пушкина, Государственном музее А. С. Пушкина, Музее истории города Москвы, Смоленском Государственном историческом архитектурно-художественном музее-заповеднике и других музейных заведениях.

## Награды
- Заслуженный художник РСФСР (1970)
- Народный художник РСФСР (1991)